# Los Goliardos
Los goliardos es una compañía de teatro española fundada en Madrid por Ángel Facio en 1964, como grupo de teatro de cámara universitario que evolucionó hacia el teatro independiente. Tras desmantelarse en varias ocasiones, volvió a formarse en 2011 en torno a la Fundación Los Goliardos. Por sus filas han pasado profesionales como Carmen Maura, Gloria Muñoz, Juan José Otegui, Félix Rotaeta o Santiago Ramos, y figuras como Esperanza Abad, Pedro Almodóvar.

## Historia
En 1964, Ángel Facio, profesor universitario, creó el grupo de Teatro de Cámara Los Goliardos junto con algunos integrantes del TEU de la Facultad de Ciencias Políticas de la Universidad Complutense de Madrid. El colectivo se desarrolló en ese contexto de "cámara y ensayo" hasta 1967. En ese periodo inicial, el primer montaje fue El otro de Miguel de Unamuno, al que siguieron otros de Antón Chéjov, Eugene O'Neill,  Robert Pinget, Fernando Arrabal, Samuel Beckett, Sławomir Mrożek.
El segundo periodo, definido en su manifiesto "Hacia el teatro independiente (27 notas anárquicas a la caza de un concepto", publicado en la revista Primer Acto en 1967, estuvo marcado por un cambio de ideología y de objetivos: "dejaron de hacer teatro popular, concepto falso y demagógico, y arremetieron contra la burguesía acomodada". De ese periodo es su montaje quizá más conocido, La boda de los pequeños burgueses, de Bertolt Brecht.
En 1974 se deshizo el grupo, habiendo recorrido toda España y participado en algunos festivales internacionales, como el de Nancy y el de Zagreb. Tras una fugaz reunión en 1975, Los Goliardos se disolvieron definitivamente hasta sus dos posteriores resurrecciones: la primera entre 1990 y 1994 (como Sociedad Limitada) y la segunda en el inicio del siglo XXI.
El 6 de octubre de 2011, pusieron en escena en la sala pequeña del Teatro Español de Madrid, la pieza de Venedikt Eroféiev Moscú-Petushkí. Del 4 al 22 de abril de 2013, se celebraron en Madrid unas "Jornadas sobre Los Goliardos y el Teatro Independiente español", en el 50 aniversario de la fundación del grupo.

### Participantes
En torno a la figura permanente de Ángel Facio, en el elenco de Los Goliardos han figurado: la soprano Esperanza Abad, Miguel Alcobendas, Francisco Algora, el escenógrafo Javier Artiñano, Miguel Arribas, Ninón Dávalos, la cantautora Ana María Drack, el crítico Ángel Fernández Santos, el cineasta José Luis García Sánchez, María Jesús Leza, el grabador Antonio Marcoida, Gloria Martínez, el periodista Pedro Meyer, Asunción Molero, Gloria Muñoz, Carmen Maura, Juan José Otegui, Santiago Ramos, Félix Rotaeta, entre otros muchos.

## Principales obras representadas
- El otro de Unamuno (1963)
- Architruque de O'Neill (1965)
- La hipótesis de Pinget (1965)
- Tres monólogos de Chejov (1965)
- Ceremonia de un negro asesinado de Arrabal (1966)
- Beckett-66 sobre textos de Beckett (1966)
- Strip-tease de Mrożek (1967)
- La noche de los asesinos de José Triana (1968)
- Historias del desdichado Juan de Buenalma sobre textos de Lope de Rueda (1968)
- La boda de los pequeños burgueses de Brecht (1970)
- Moscú-Petushkí de Venedikt Eroféiev (2011)